# Општина Петриш
Петриш (рум. Petriş) општина је у Румунији у округу Арад.
Oпштина се налази на надморској висини од 271 m.